# アフリアン川
アフリアン川（アルメニア語: Ախուրյան、トルコ語: Arpaçay）は、アルメニアのシラク地方とトルコを流れる川である。アショツク盆地のアルピ湖に源を発する。アルメニアで水量が3番目の川であり、平均流量は毎秒26.9立方メートル (年間 9 億立方メートル) である。上流では湿地を通り、いくつかの小さな支流を経て、水量の多い川としてシラク高原に流れ込む。ここでアフリアン川はアラガツ山の斜面から流れるいくつかの川と合流する。このうち最大のものはマンタッシュ川である。カルス川と合流した後、アフリアン川は アラガツ山の西側の山すそを通り、アラス川に合流するまで深い渓谷で岩の多い岸の間を流れる。アフリアン川の長さは186キロメートルである。川の左岸にはギュムリ、右岸にはアルメニアの古都アニの遺跡がある。アフリアン川の水を利用するために、1922年にホブセップ・テル・アストヴァタトリアンの指導によりシラク運河の建設が始まった。この運河は1925年に完成し、この地域の灌漑が大幅に促進された。運河の開通式には著名なノルウェーの科学者で世界的に有名な極地探検家のフリチョフ・ナンセンも出席した。

## その他
- 12世紀のエデッサのマタイはԱհուր とも呼んでいる[2]。
- 13世紀のヴァルダン・アレヴェルツィはアニ（Անի）にちなんでԱնո ջուրと呼んでいる[3]。
- カルス川との合流点より前の中間部の歴史的名称としてՌահがある[4]。

## ギャラリー

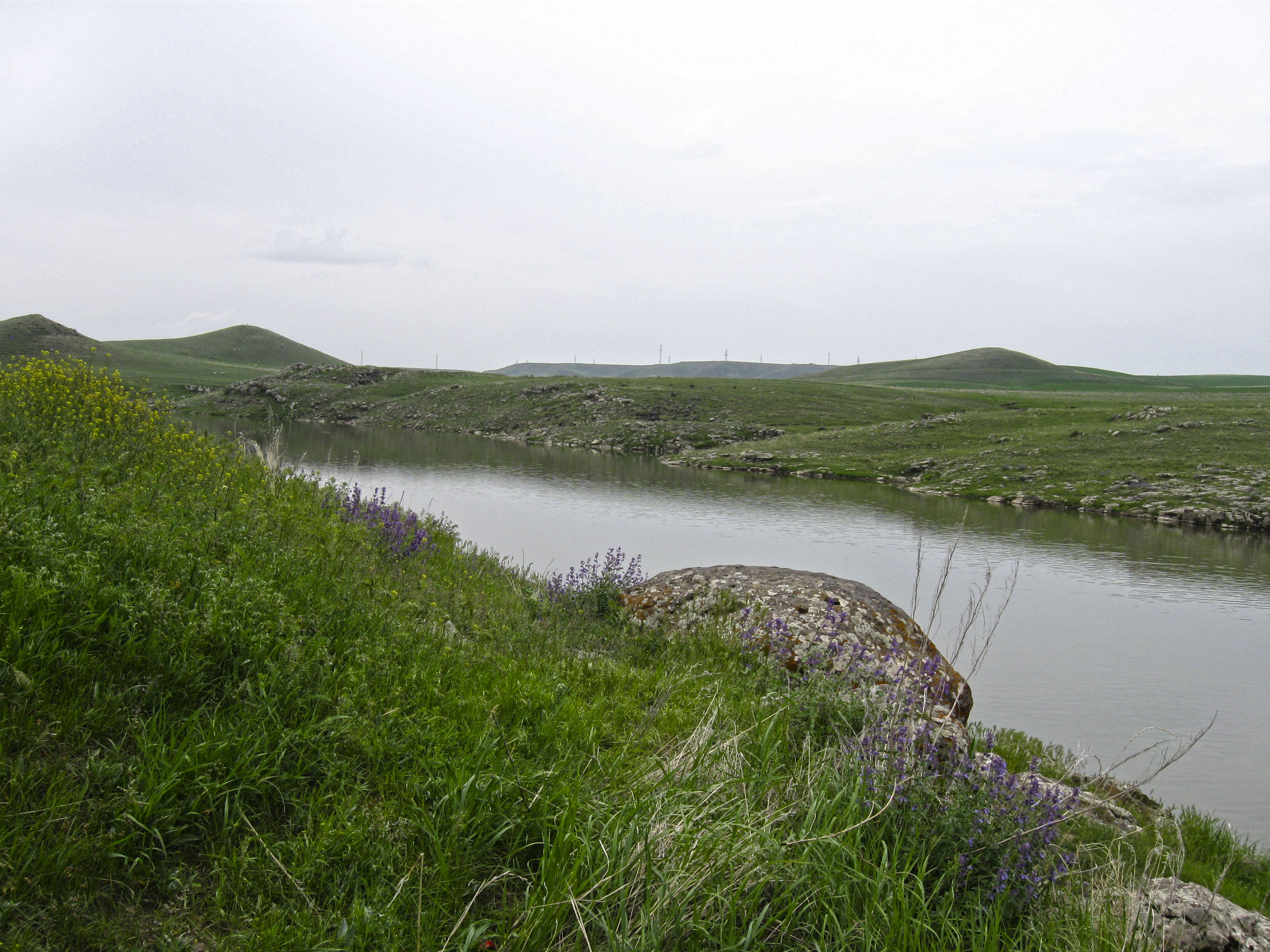
アフリアン川
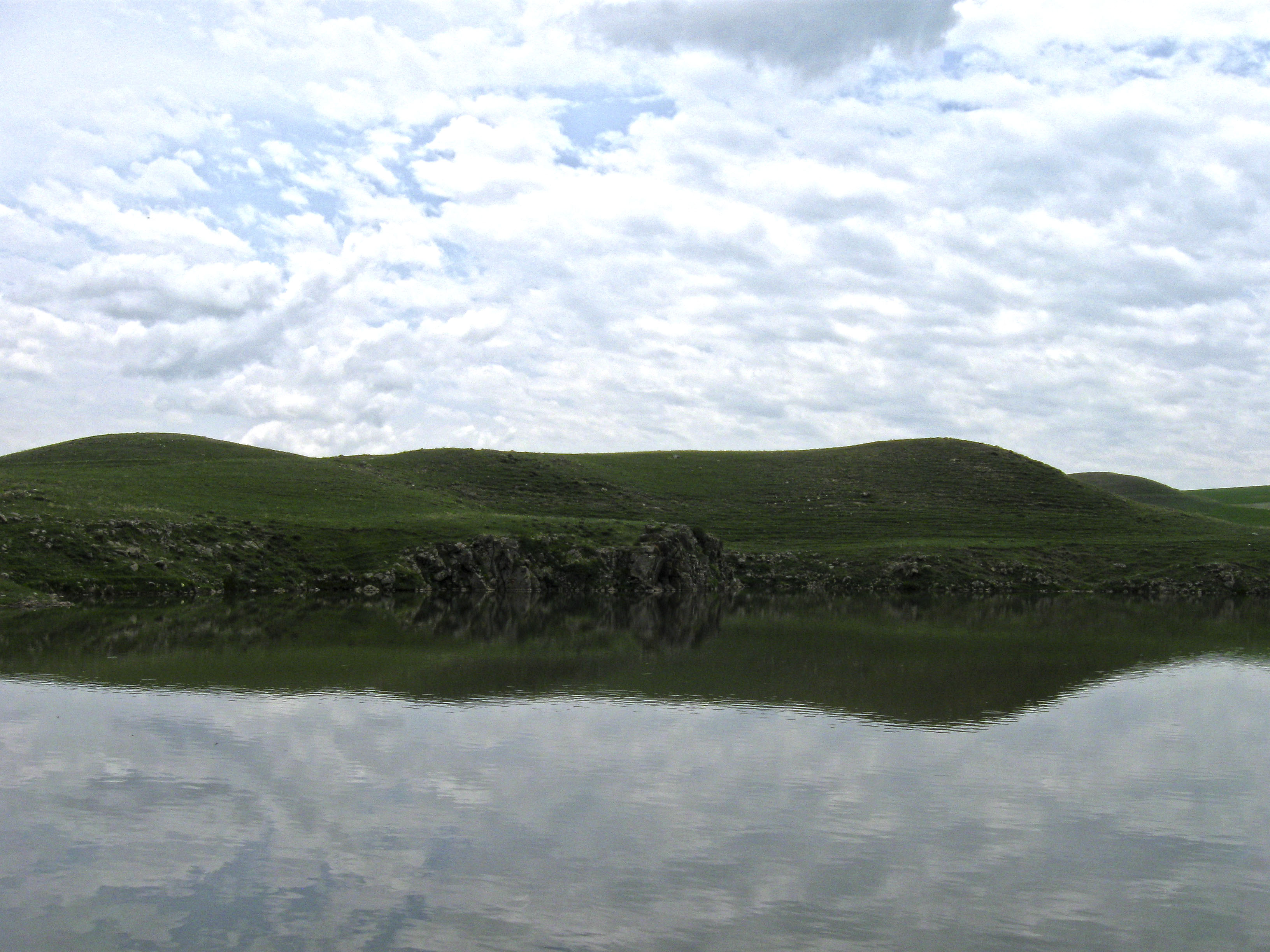
マルマシェン修道院近くのアフリアン川
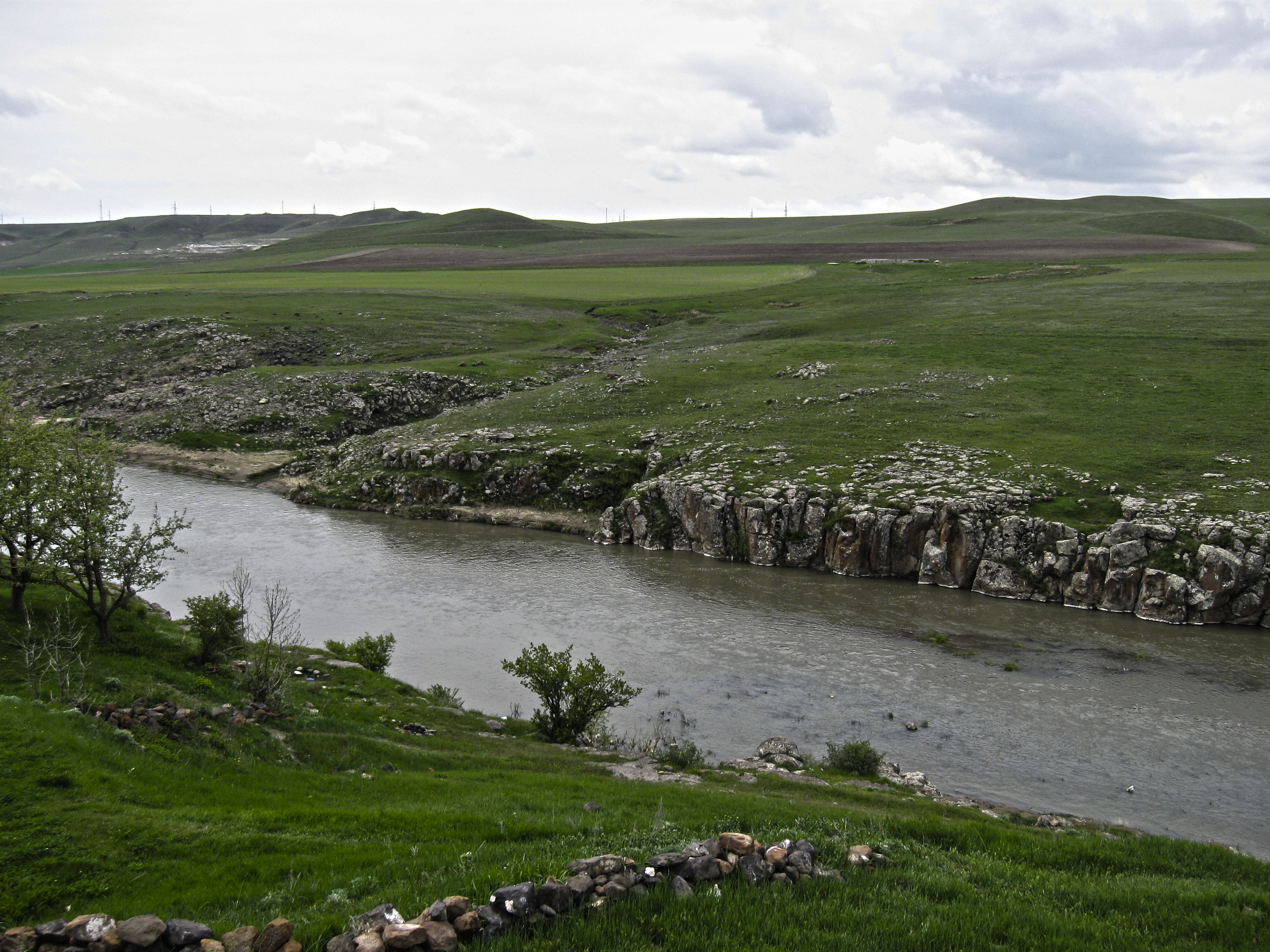
アフリアン川中流
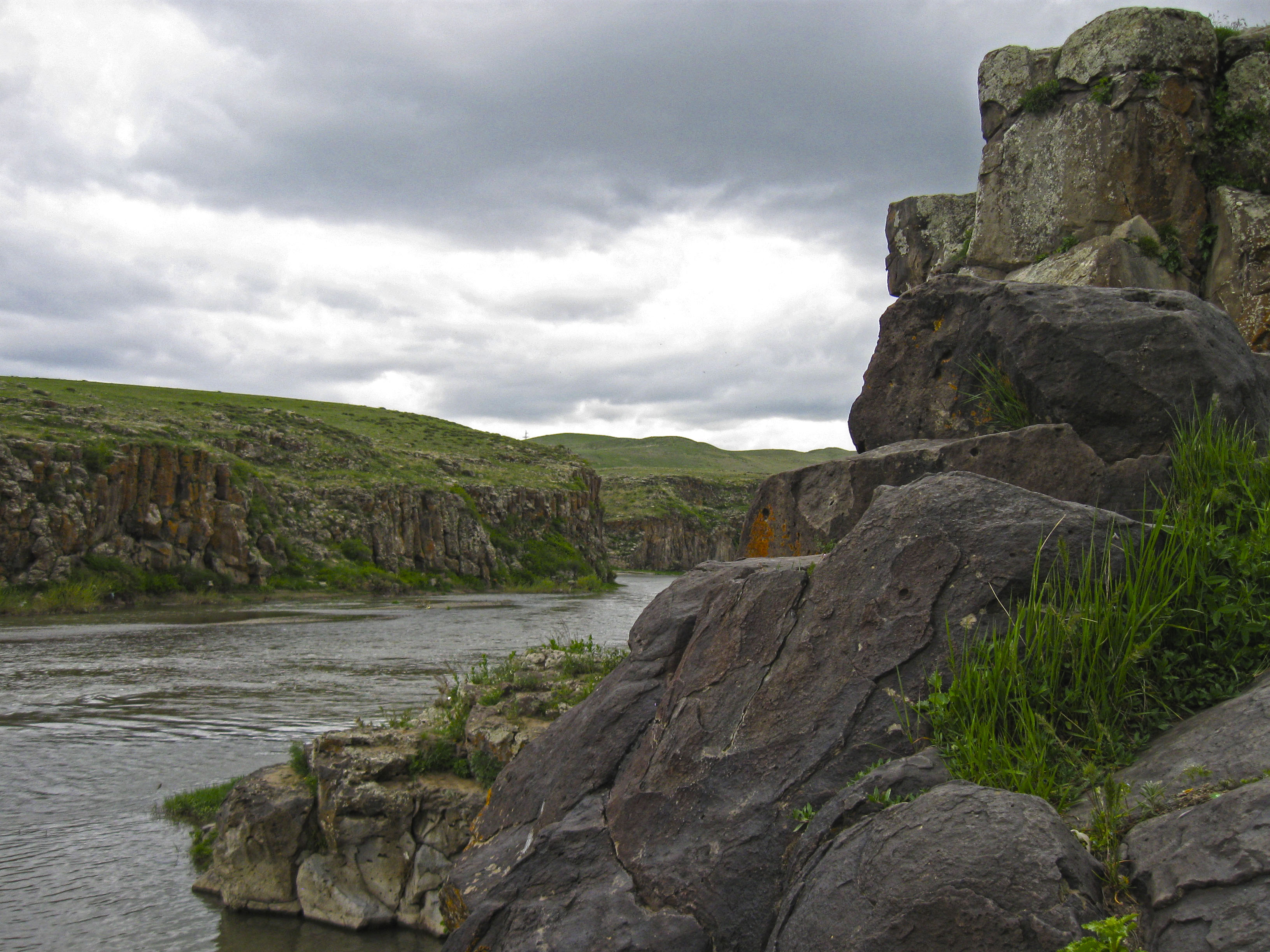
アフリアン渓谷
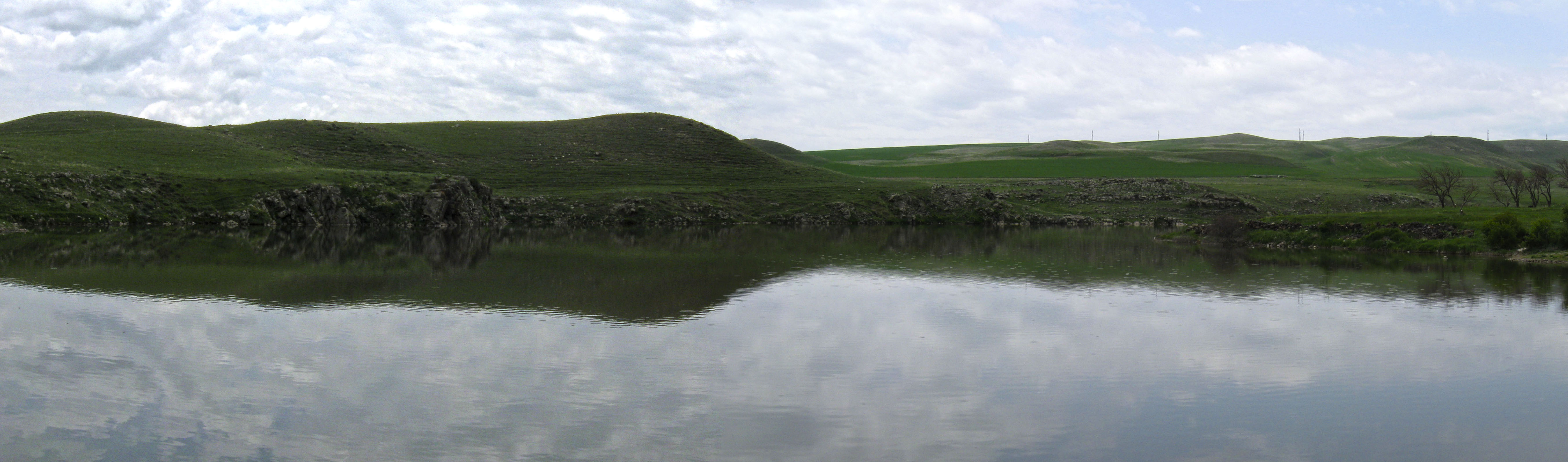
ヴァフラマーバード地域のアフリアン川
- マルマシェン修道院とマルマシェン水力発電所近くのアフリアン川